# Reggenza di Poso
La reggenza di Poso (in indonesiano: Kabupaten Poso) è una reggenza dell'Indonesia, situata nella provincia di Sulawesi Centrale.
| Controllo di autorità | GND (DE) 4560555-5 |